# Anisodontea reflexa
Anisodontea reflexa är en malvaväxtart som först beskrevs av Wendl., och fick sitt nu gällande namn av D. M. Bates. Anisodontea reflexa ingår i släktet rumsmalvor, och familjen malvaväxter. Inga underarter finns listade i Catalogue of Life.